# مركب ثلاثي الحلقات

ثنائي بنزازيبين

الفينوثيازين

المركبات ثلاثية الحلقات هي مركبات كيميائية حلقية تحتوي على ثلاث حلقات مندمجة من الذرات.
تمتلك العديد من المركبات بنية ثلاثية الحلقات، ولكن في علم الأدوية، كان المصطلح مخصصًا تقليديًا لوصف الأدوية غير المتجانسة. وهي تشمل مضادات الاكتئاب، ومضادات الذهان، ومضادات الاختلاج، ومضادات الهيستامين (مثل مضادات الحساسية، وأدوية مضادة لدوار الحركة، ومضادات الحكة، والمنومات/المهدئات) من الفئات الكيميائية ثنائي بنزازيبين، ثنائي بنزوسيكلوهيبتين، ثنائي بنزوثيازيبين، ثنائب بنزوثيبين، فينوثيازين، ثيوكسانثين، وغيرها.

## التاريخ
- اكتُشف البروميثازين ومضادات الهيستامين الأخرى من الجيل الأول ذات البنية ثلاثية الحلقات في أربعينيات القرن العشرين.
- اكتُشف أن الكلوربرومازين، المشتق من البروميثازين في الأصل كمهدئ، يمتلك خصائص مضادة للذهان في أوائل الخمسينيات من القرن العشرين، وكان أول مضادات الذهان النمطية.
- اكتُشف الإيميبرامين، الذي بُدء التحقيق فيه في الأصل باعتباره مضادًا للذهان، في أوائل الخمسينيات من القرن العشرين، وكان أول مضاد للاكتئاب ثلاثي الحلقات.
- اكتُشف الكاربامازيبين عام 1953، وقُدّم لاحقًا مضاداً للاختلاج عام 1965.
- صُنع الكلوزابين، وهو مشتق من الإيميبرامين، عام 1958 ودخل السوق الأوروبية عام 1972 تحت اسم ليبونيكس.
- طوّرت مضادات الاكتئاب ذات البنية رباعية الحلقات مثل الميانسيرين والمابروتيلين لأول مرة في سبعينيات القرن العشرين بصفة مضادات اكتئاب رباعية الحلقات.
- قُدّم اللوراتادين على أنه مضاد للهيستامين غير مهدئ من الجيل الثاني في تسعينيات القرن العشرين. [1]

## الصور
| مضادات الاكتئاب     | مضادات الاكتئاب      | مضادات الاكتئاب      | مضادات الاكتئاب      | مضادات الاكتئاب  |
| ------------------- | -------------------- | -------------------- | -------------------- | ---------------- |
| </img> إيميبرامين   | </img> اميتريبتيلين  | </img> إيبريندول     | </img> تيانيبتين     | </img> دوكسيبين  |
| مضادات الذهان       |                      |                      |                      |                  |
| </img> كلوربرومازين | </img> ثيوريدازين    | </img> كلوربروثيكسين | </img> لوكسابين      | </img> كلوزابين  |
| مضادات الهيستامين   |                      |                      |                      |                  |
| </img> بروميثازين   | </img> سيبروهيبتادين | </img> لاتربيردين    | </img> لوراتادين     | </img> روباتادين |
| آحرون               |                      |                      |                      |                  |
| </img> كاربامازيبين | </img> كارفيديلول    | </img> كارفيديلول    | </img> سيكلوبنزابرين | </img> بيزوتيفين |